# ألبرشت بلوم
ألبرشت بلوم (بالألمانية: Albrecht Viktor Blum) (و. 1888 – 1959 م) هو ممثل، ومخرج سينمائي، ومونتير، من النمسا، ولد في برنو، توفي في مدينة مكسيكو، عن عمر يناهز 71 عاماً.

## الخدمة العسكرية
خدم في الألوية الدولية.

## وصلات خارجية
- ألبرشت بلوم على موقع IMDb (الإنجليزية)
- ألبرشت بلوم على موقع قاعدة بيانات الفيلم (الإنجليزية)
- ألبرشت بلوم على موقع كينوبويسك (الروسية)